# Carl Henning
Carl Johann Henning, auch Karl Henning (* 14. Februar 1860 in Broos, Siebenbürgen; † 3. Juni 1917 in Wien) war ein Siebenbürger Arzt, Leiter des Wiener Instituts für Moulagen, Erfinder der elastischen Henning-Prothese und Lyriker.

## Leben
Carl Henning studierte Medizin zunächst in Klausenburg und anschließend in Wien. Er stellte noch während seiner Studienzeit in Untersuchungen fest, dass beim Menschen der Darm zehnmal länger ist als die jeweilige Körperlänge. Er publizierte seine diesbezüglichen Erkenntnisse im „Centralblatt für die medicinischen Wissenschaften“ in Berlin unter dem Titel „Über die vergleichende Messung der Darmlänge.“ Aufgrund seiner Forschung kam Henning zu dem Ergebnis, dass der Mensch nicht zu den Allesfressern, sondern noch zu den pflanzenfressenden Säugetieren gerechnet werden muss. 1886 publizierte Henning einen „Systematisch-topographischen Atlas der Anatomie des Menschen.“ Im Jahr 1888 wurde Henning zum Doktor der Medizin promoviert. Er bekam eine Anstellung als Operationszögling bei den renommierten Wiener Chirurgen Theodor Billroth und Carl Gussenbauer. Henning spezialisierte sich auf plastische Chirurgie. Man übergab ihm ein kleines Moulage–Laboratorium und machte ihn dort, nach entsprechendem Studienaufenthalt am Pariser Hospital St. Louis, zum leitenden Primararzt. Dieses Laboratorium hatte ursprünglich der Hautklinik von Moritz Kapose angehört, 1897 wurde es ein selbstständiges Universitätsinstitut für Moulagen. Henning erfand die Substanz „Elastine“ und die so genannte „elastische Henning–Prothese.“ Durch die Erfindung der elastischen Gesichtsprothese konnte vor allem vielen Kriegsverstümmelten des Ersten Weltkriegs geholfen werden, wieder ein akzeptables Aussehen zu haben.

### Familie
Einer seiner Söhne, Theodor Henning (* 13. Oktober 1897 in Wien; † 5. September 1946 in Salzburg), studierte an der Akademie der bildenden Künste in Wien und München und wurde Bildhauer. Er war schon als Obergymnasiast Demonstrator im Moulagen-Institut seines Vaters. Nach dessen Tod aufgrund einer während des Berufs erworbenen Blutvergiftung wurde er 1917 zum Leiter dieses Instituts ernannt. Er führte dessen Arbeit fort und vervollkommnete das Verfahren seines Vaters für Moulagen und kosmetische Gesichtsprothesen.
Carl Henning war verheiratet mit Thusnelda Henning geb. Hermann.

## Werke
- Systematisch-topographischer Atlas der Anatomie des Menschen, Wien 1886.
- Henning verfasste drei lyrische Gedichtbände: Aus Herzenstiefen (1897), Freilicht (1909), Lebensfluten (posthum herausgegeben 1922).

## Ehrung
- Im Naturhistorischen Museum Wien wurde im Rahmen einer Pathologisch–Anatomischen Sammlung ein separater „Henning-Raum“ geschaffen.